# Вершкивка
Вершкивка (укр. вершківка, от укр. вершки — сливки) — разновидность желе, которое готовится на основе взбитых сливок и алкоголя. Традиционный десерт украинской кухни.

## Рецепт
На 4 стакана сливок – 25 гр желатина, 1 рюмка крепкого вина (или любой напиток крепостью ~20 %), 1½ стакана сахара. Развести желатин в 3 столовых ложках воды и поставить на огонь, после чего добавить в него вино и сахар, процедить и охладить. Взбить сливки, когда начнет густеть приготовленный сперва желатин, добавить к нему понемногу сливки, хорошо перемешать и поставить в холодное место.
Похожим образом, но на основе молока, готовили украинское молочное желе или молочные драгли.